# Marco Valerio Publicola
Marco Valerio Publicola (fl. IV secolo a.C.) è stato un politico romano.

## Biografia
Di origine patrizia, fu magister equitum nel 358 a.C., per nomina del dittatore Gaio Sulpicio Petico.
Nel 355 a.C. fu eletto console per la prima volta ed ebbe come collega il patrizio Gaio Sulpicio Petico, entrambi patrizi, in violazione delle leggi licinie-sestie. Nonostante le proteste dei plebei e dei tribuni della plebe, i due consoli riuscirono a far sì che anche per l'anno successivo la carica fosse appannaggio di due patrizi.
(Tito Livio, Ab Urbe condita, VII, 18.)
Nel 353 a.C. fu eletto console per la seconda volta ed ebbe come collega il patrizio Gaio Sulpicio Petico, al suo quarto consolato. A Sulpicio fu affidata la campagna contro Tarquinia ed a Publicola quella contro i Volsci, che minacciavano gli alleati Latini. Quando però sembrò che Cere fosse entrata in guerra, alleandosi a Tarquinia, fu nominato dittatore Tito Manlio Imperioso Torquato.